# Gurania nigrescens
Gurania nigrescens är en gurkväxtart som beskrevs av Charles Jeffrey. Gurania nigrescens ingår i släktet Gurania och familjen gurkväxter. Inga underarter finns listade i Catalogue of Life.